# 恵山岬
恵山岬（えさんみさき）は、北海道函館市にある岬。亀田半島のほぼ東端で恵山の麓に当たる。恵山道立自然公園の東部にあり、恵山岬灯台や恵山岬灯台公園がある。

## 地理
国際水路機関（IHO）が便宜上作成した図によると、恵山岬と尻屋崎を結んだ線より西側が日本海、東側が太平洋とされている。
恵山岬沖の海上は交通の難所で、恵山火口原中央部には高田屋嘉兵衛によって建立された十一面観音像が残る。

## 施設
- 恵山岬灯台
- 恵山岬灯台公園
- 函館市灯台資料館ピカリン館（2016年（平成28年）4月1日より当分の間休館[4]）
- 水無海浜温泉